# Kvantová gravitace

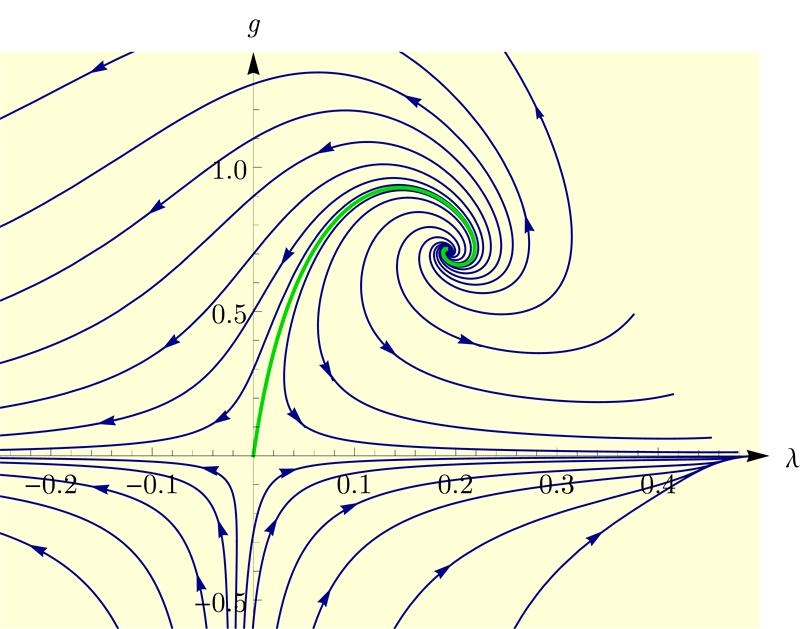
Vývojový diagram kvantové Einsteinovy gravitace (QEG) v Einstein-Hilbertově zkrácení

Kvantová gravitace je soubor otázek ve fyzice, k jejichž vyřešení je třeba zahrnout jak správnou teorii gravitace, kterou je s velkou přesností obecná teorie relativity Alberta Einsteina, tak i kvantovou mechaniku. Typické jevy studované v kvantové gravitaci jsou výroba kvant gravitačních vln, gravitonů, vyzařování černých děr a kvantová pěna, tedy kvantové fluktuace časoprostoru na nejkratších délkových měřítkách.
Ukazuje se, že je velmi obtížné vytvořit teorii, která respektuje jak obecnou relativitu, tak kvantovou mechaniku. Zatím se nepodařilo vytvořit teorii gravitace, kde by byla možná renormalizace (viz kvantová teorie pole). Mezi teorie, které jsou kandidátem na kvantovou teorii gravitace, patří například teorie superstrun, smyčková teorie gravitace, nebo nová teorie Erika Verlindeho, tzv. vynořující se gravitace (anglicky Emergent Gravity) se složitými procesy, které vypadají jako okamžité časoprostorové fluktuace.
Jsou i podobné teorie, které dávají vodítka k tomu, že se černá díra může vypařit Hawkingovým zářením (radiace, která je u horizontu událostí, popírá mnoho fyzikálních událostí, které jsou zcela zřejmé).